# ペドラルベス・サーキット
シルクイート・ド・ペドラルベス（西: Circuit de Pedralbes, ペドラルベス・サーキット）はバルセロナ郊外の市街地コース。1951年、1954年にF1スペインGPが開催されたサーキット。
ストレート部分のコース幅が広くペドラルベス修道院の横を通る。